# フォーマットラジオ
フォーマットラジオは、イギリスなどで採用されるラジオ番組の一放送形態である。

## 概要
5分ごとに枠を区切って、ニュース、気象情報、交通情報、リクエスト曲を繰り返し放送するスタイル（内容や時間はあくまで一例）である。

## 日本での例
日本では現在、RBCiラジオの各ワイド番組（i情報）がこのスタイルを採用している他、過去にはTBSラジオなどで放送された「mix」・南海放送ラジオなどで放送されていた「フォーマットRADIO 木藤たかおの日曜Press-Club」も採用していた。
一方テレビ番組でも、「日テレNEWS24」や「TBSニュースバード」がこれに近い方式を採用している。
そのほか、AMラジオの番組を中心に局によって複数の形のネット形態があるためフォーマット制を敷いているところもある。
- ミュージックブルペン
- スポーツミュージアム（2008年で終了）
- アーティストBOX
- ベストミュージックコレクション・ジャパン

が主な例で、1ユニット5分でジングルが入り、そのたびに曲やコーナーが入れ替わる構成となっていて、5分単位での番組ネットが可能となっている。
| スタブアイコン | サブスタブ | この項目は、まだ閲覧者の調べものの参照としては役立たない、ラジオ番組に関連した書きかけの項目です。この項目を加筆・訂正などしてくださる協力者を求めています（P:ラジオ/PJ:放送番組）。 |